# Bugio
Bugio o Ilha do Bugio
es la isla más meridional de las Islas Desiertas, parte de la Región Autónoma de Madeira. En esta isla, como en las otras dos que componen el archipiélago, hay una proporción de animales y plantas únicas, razón por la cual es una de las principales prioridades del Gobierno regional para preservar este valioso patrimonio natural.
Su altitud máxima de 411 m s. n. m.

## Fauna y flora
Es reconocido a nivel europeo como Lugar de Interés Comunitario y Zona de Especial Protección, integrado en la red Natura 2000, como lo hay en las demás islas, tiene una alta proporción de la flora y fauna únicas en el mundo, por lo que hay en la isla varios tipos importantes de hábitats tanto terrestres como marinos propios de la Macaronesia.